# 12,7 × 99 mm NATO
La .50 BMG (Browning Machine Gun, mitragliatrice di Browning), anche 12,7 × 99 mm NATO e designata come 50 Browning dal CIP, è una cartuccia sviluppata verso la fine degli anni 1910 per la mitragliatrice pesante Browning M2 (iniz. M1921).
Entrata in servizio ufficialmente nel 1921, questa munizione è basata sul forte ingrandimento della cartuccia .30-06 ed è stata prodotta in molte varianti e generazioni tra cui: incamiciata in metallo (FMJ), tracciante, perforante, incendiaria, ad abbandono di involucro e decalibrata. Le cartucce da utilizzare con le mitragliatrici sono unite tra loro con una maglia metallica.

## Tipologie e utilizzo
È uno dei tipi di munizione più grandi mai prodotte con efficacia di penetrazione e con un range di fuoco altissimo, caratteristiche che la rendono adatta sia per le armi individuali e di reparto sia per quelle da trasporto individuale o su mezzo. Esistono 6 tipi di queste munizioni: MU3-TJ (Ball-FMJ), MU3-P (FMJ), MU3-PB, MU3-N (Tracer M17,FMJ), MU3-PN (APT-FMJ), MU3-PBN; i primi due rispetto al terzo differiscono per il peso della pallottola e per la velocità di volata oltre che per l'accuratezza nel raggiungimento del bersaglio, gli altri differiscono per tipo di "palla" o per essere traccianti o incendiari.
Specialmente i proiettili contrassegnati con MU3-P hanno una penetrazione su uno spessore di acciaio dolce di circa 16mm centrato ad una distanza di 150m. Il modello incendiario MU-3PBN ha lo stesso indice di penetrazione con lo stesso bersaglio ma con effetti incendiari sulla superficie a contatto col proiettile.
La cartuccia 12,7×99 mm NATO è anche utilizzata nel tiro a grande distanza e nei fucili dei tiratori scelti, principalmente dalla Barrett Firearms Company per i suoi fucili di precisione come il Barrett M82, così come in altre mitragliatrici calibro .50 non Browning. L'utilizzo in fucili a colpo singolo o semi-automatici ha portato alla realizzazione di molte versioni specializzate di qualità (match-grade) non utilizzate nelle mitragliatrici. Un fucile di precisione McMillan Tac-50 .50 BMG fu usato dal caporale canadese Rob Furlong per realizzare il più lontano colpo di fucile messo a segno confermato della storia, quando colpì un Talebano a 2430 metri nel corso della campagna del 2002 in Afghanistan. Il record di Furlong è stato battuto nel novembre 2009 dal britannico Craig Harrison, che centrò il bersaglio a ben 2475 m (1,53 miglia) di distanza, superando Furlong di 45 m (49 iarde). Il record di Craig Harrison è stato a sua volta battuto nel giugno 2017 da un cecchino canadese di cui non è stato reso noto il nome: uccisione verificata in Iraq da 3540 metri. Secondo il Times, il proiettile ha impiegato meno di 10 secondi per raggiungere l'obiettivo.